# Boris Bušmelёv
Boris Gennad'evič Bušmelёv (in russo Бори́с Генна́дьевич Бушмелёв?; Mosca, 22 maggio 1937 – 21 dicembre 2020) è stato un regista sovietico.

## Filmografia parziale

### Regista
- Sto gramm dlja chrabrosti... (1976)
- Večernij labirint (1980)